# Краљева црква у Студеници
Краљева црква у Студеници је посвећена Светим Јоакиму и Ани, а подигао ју је краљ Милутин (1282—1321) 1314. године. Направљена је у српско-византијском стилу и убраја се међу најлепше споменике тог стила, док се њен живопис из друге деценије 14. века сматра једним од највиших домета Ренесансе Палеолога међу српским манастирима и врхунац стваралаштва дворских сликара краља Милутина, Михаила и Евтихија (радили су живопис Богородице Љевишке, Грачанице, Старог Нагоричина, Жиче, Богородице Перивлепте у Охриду и других). Подигнута је од белог мермера и украшена по узору на главну манастирску цркву посвећену Богородици.
Јубилеј седам векова Краљеве цркве у Студеници свечано је прослављен научним скупом у мају 2014. године, а 2016. је изашао зборник радова са тог скупа.